# Club de Futbol Benidorm
El Club de Futbol Benidorm és un club de futbol amb seu a Benidorm, al País Valencià. Fundat l'any 2016, juga a Tercera Federació, i celebra els partits a casa a l'Estadi Municipal Guillermo Amor, amb una capacitat de 5.383 persones.

## Història
Fundat l'any 2016 amb el nom de Club de Futbol Calvari Benidorm en honor a la dissolució del Benidorm CF, el club va començar a jugar a Segona Regional l'any següent, guanyant l'ascens com a campió. El juliol de 2019, després d'un altre ascens, el club va arribar a un acord amb el CD Polop per convertir-se en el seu equip filial.
El 6 de juliol de 2020 es va anunciar que el Calvari passaria a denominar-se Club de Futbol Benidorm, però seria inscrit com a Racing Club de Futbol Benidorm a la Federació de Futbol de la Comunitat Valenciana. El 25 de març de 2023, el club va ser comprat per DV7 Group, propietat de David Villa i Víctor Oñate.
El 29 d'abril de 2024, el Benidorm va aconseguir el primer ascens a Tercera Federació quan faltaven dues jornades per al final.

## Temporada a temporada
| Temporada | Nivell | Divisió    | Lloc | Copa del Rei |
| --------- | ------ | ---------- | ---- | ------------ |
| 2017–18   | 7      | 2a Reg.    | 1r   |              |
| 2018–19   | 6      | 1a Reg.    | 1r   |              |
| 2019-20   | 5      | Reg. Pref. | 10è  |              |
| 2020-21   | 5      | Reg. Pref. | 6è   |              |
| 2021–22   | 6      | Reg. Pref. | 7è   |              |
| 2022–23   | 6      | Reg. Pref. | 5è   |              |
| 2023–24   | 6      | Lliga Com. | 1r   |              |
| 2024–25   | 5      | 3a Fed.    |      |              |

- 1 temporada a Tercera Federació